# Prosélytisme
« Prosélyte » redirige ici. Pour l’article homophone, voir Prose Élite.

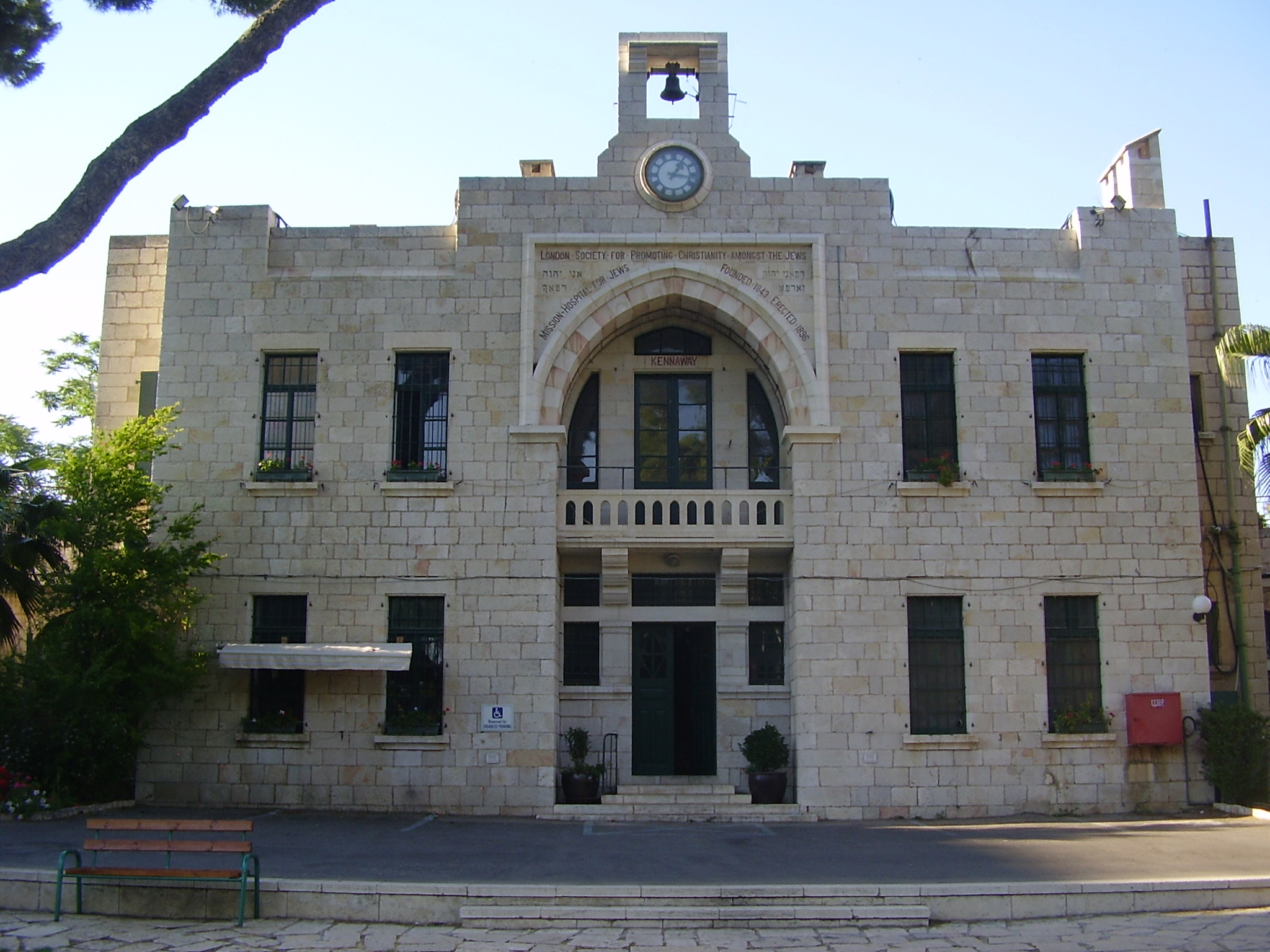
Hôpital de la mission prosélyte anglaise pour la « promotion du christianisme auprès des Juifs », fondée en 1843, Jérusalem.

Le prosélytisme est l'attitude de personnes cherchant à convertir d'autres personnes à leur foi. Par extension, le prosélytisme désigne le zèle déployé afin de rallier des personnes à un dogme, une cause, une théorie ou doctrine. Le « nouveau converti » est dit prosélyte (du latin ecclésiastique proselytus, et du grec προσήλυτος / prosêlutos, « nouveau venu [dans un pays] »).
Par l'influence du sens du terme « prosélytisme », un glissement s'est produit dans l'usage du terme « prosélyte » qui, dans l'usage ordinaire, notamment des médias, désigne aussi bien un membre ancien qui fait du prosélytisme, qu'un nouveau venu dans le groupe. Le champ d'emploi s'est aussi élargi, permettant qu'on parle de prosélytisme laïque, révolutionnaire (comme chez Robespierre par exemple) ou athée (comme chez l'encyclopédiste et académicien le Baron d'Holbach).
Au début du XXIe siècle, le terme a souvent une connotation négative dans le débat sur les sectes, ou lorsqu'il se réfère à des mouvements politiques ou des activités religieuses.
En France, la loi définit clairement que l'enseignement public est laïc et que tout prosélytisme politique ou religieux est interdit dans le système éducatif public. 

## Origines du terme et du concept
Le prosélytisme des origines est lié à la conversion religieuse, c'est dans cette dernière acception qu'il s'est répandu, grâce au grec de la Septante[réf. nécessaire]. Le terme, en latin, n'a que le sens religieux ; il est un des sens possibles en français. Le dictionnaire historique de la langue française d'Alain Rey signale que le mot a été introduit en français comme antiquité hébraïque, et que dès le XVe siècle, le mot « prosélyte » se dit d'une personne récemment gagnée à une cause. Par extension, ce mot s’applique en dehors du champ de la religion et de la spiritualité pour parler du zèle déployé pour convertir quelqu’un à ses idées.
Le terme « prosélyte » est utilisé dans le Nouveau Testament. Matthieu 23, 15 : « Malheur à vous, scribes et pharisiens hypocrites ! parce que vous courez la mer et la terre pour faire un prosélyte ; et, quand il l'est devenu, vous en faites un fils de la géhenne deux fois plus que vous. » Et aussi Jean 12, 20 ; Actes 2, 10 au sujet de la Pentecôte : « Et comment les entendons-nous dans notre propre langue à chacun, dans notre langue maternelle ? Parthes, Mèdes, Élamites, (…), et ceux qui sont venus de Rome, Juifs et prosélytes… » ; Actes 6, 5 ; 13, 43.
Dans l'islam, le prosélytisme est appelé Da'wa, qui invite les non-musulmans à adhérer au message du Coran.

## Dans l'histoire

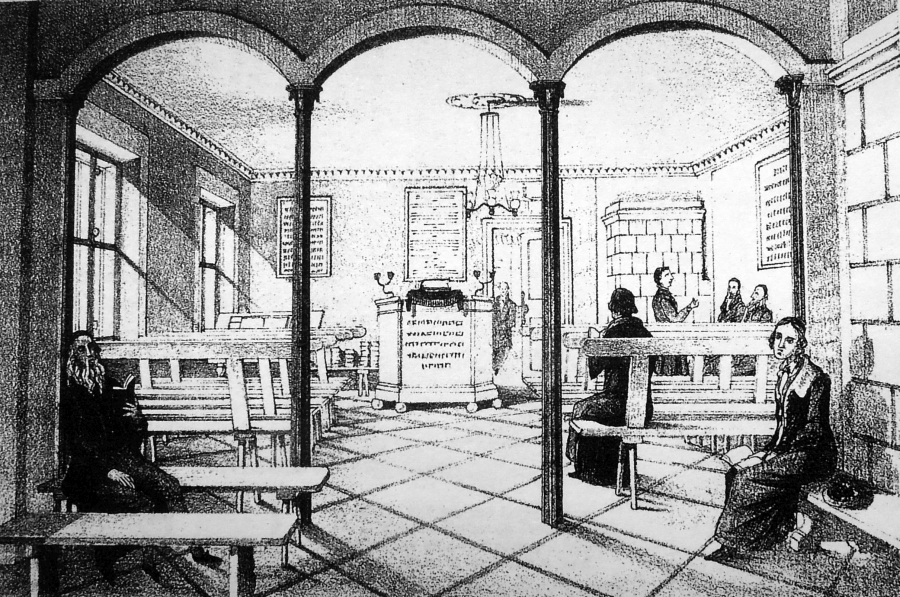
Chapelle de l'Institut pour les convertis juifs de la London Society pour la promotion du christianisme parmi les Juifs à Varsovie, 1846.

L'histoire des sciences sociales et des religions montre que les civilisations ont connu de nombreux épisodes de prosélytismes, religieux, confessionnels et/ou idéologiques notamment. Ils sont sources de tensions politiques et communautaires et parfois de conflits armés, dont certains qualifiés de « guerre sainte ».

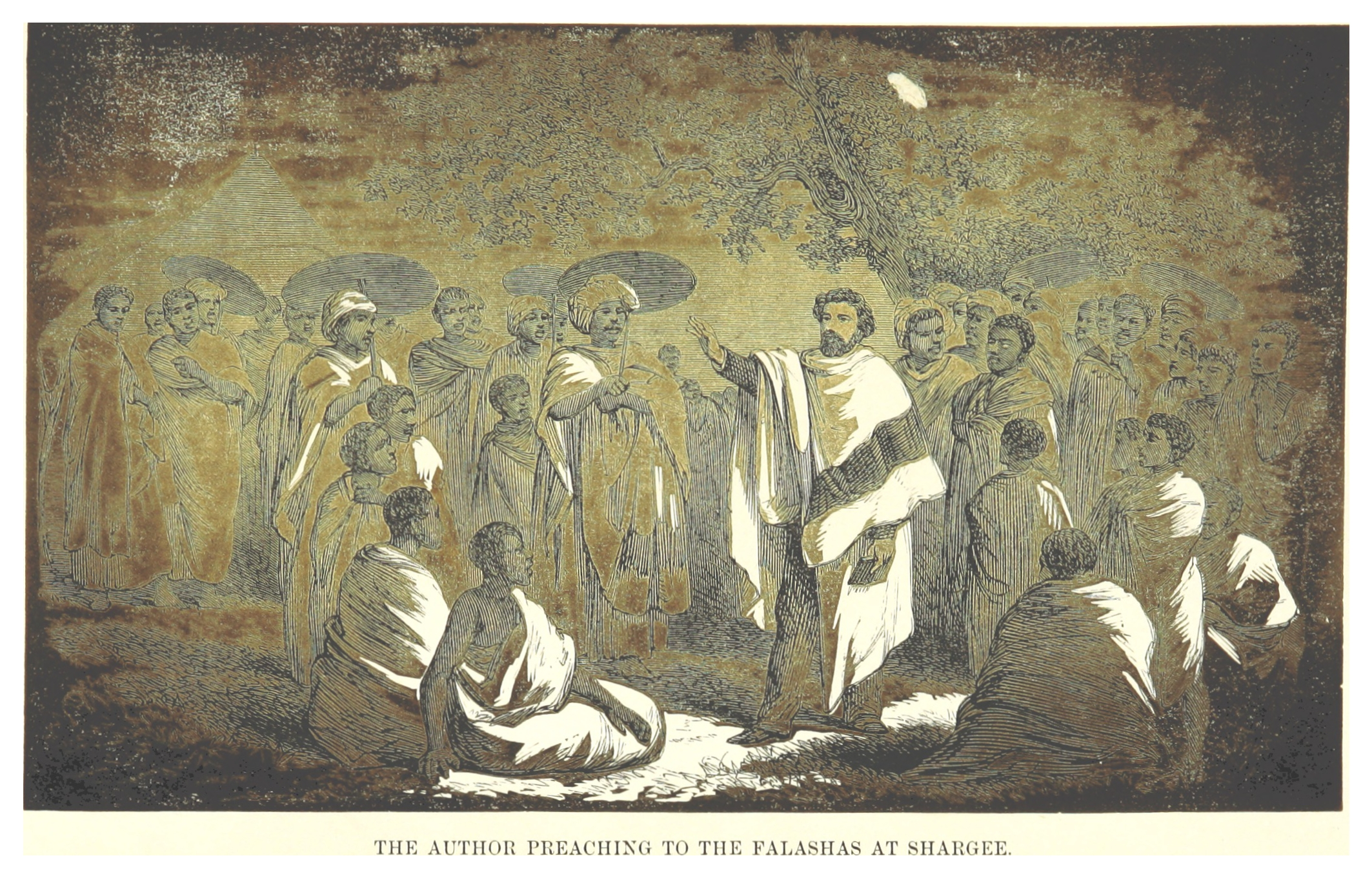
Le missionnaire H. A. Stern prêchant aux Beta Israel en Éthiopie, 1862.

Après les grandes conquêtes, colonisations et le prosélytisme des missionnaires et de leurs missions, de nouveaux moyens sont apparus, parfois inspirés de la propagande et de la manipulation mentale et s'appuyant sur la presse, puis la radio, la télévision et le cinéma et enfin sur l'Internet et les réseaux sociaux voire dans des lieux particuliers comme les écoles, les casernes ou les prisons.
Le prosélytisme entretient des relations parfois complexes vis-à-vis du droit, et de la liberté d'expression en s'opposant souvent plus ou moins ouvertement au pluralisme et à la liberté religieuse. Il dérive parfois vers le harcèlement.

## Controverses récentes
En mai 2008, des militaires américains en Afghanistan ont confisqué et brûlé des bibles dans la base aérienne de Bagram. L'année suivante, Al Jazeera révéla en effet que l'aumônier militaire en chef, le lieutenant-colonel Gary Hensley, avait alors prôné la conversion de la population et distribuait des bibles en dari et pachtou envoyées par une église américaine,,,.
Le 30 août 2010, le chef d'État libyen Mouammar Kadhafi distribue des corans lors d'une visite officielle en Italie et déclare que « l'Islam doit devenir la religion de toute l'Europe ».
Le 16 novembre 2018 sur l'île de North Sentinel, un Américain, John Allen Chau, tenta d'évangéliser les Sentinelles, pourtant connues comme particulièrement hostiles envers les étrangers. Il fut alors encerclé et tué par la tribu.

## Législations

### Restrictions pour motifs laïques et particularité de la France
La régulation du prosélytisme est perçue dans de nombreux pays comme un moyen essentiel de maintenir la paix sociale, considérée comme un bien public. En France, un État constitutionnellement laïque, ce principe est particulièrement bien ancré. La laïcité française, façonnée par l'histoire des guerres de religion et la contestation du pouvoir de l'Église catholique, a conduit à une doctrine selon laquelle l'État doit non seulement rester neutre sur le plan religieux, mais aussi encourager une forme de réserve dans l'expression religieuse pour préserver la paix sociale.
Cette approche a donné lieu à une série de lois, de circulaires ministérielles et de règlements visant à prévenir fortement le prosélytisme dans les domaines affectés à un service public (à différencier de l'espace public), en particulier dans les institutions éducatives. Ces mesures sont largement soutenues par la population française, et même certaines structures privées tendent à les appliquer. Bien que la France soit souvent citée comme un exemple de cadre strict à l'égard du prosélytisme, elle n'est pas unique. Des pays comme les Pays-Bas, la Belgique, le Royaume-Uni, la Turquie ou encore la province de Québec au Canada adoptent des principes similaires, chacun à sa manière et dans des contextes spécifiques.
Il est important de noter que ces restrictions, bien qu'elles puissent sembler en contradiction avec les libertés fondamentales telles que la liberté de pensée, de religion et d'expression, sont généralement considérées comme légitimes par les juridictions internationales. Ces dernières reconnaissent en effet aux États qu'il leur est légitime d'imposer certaines limites à l'expression de ces droits, notamment pour maintenir l'ordre public et préserver les droits d'autrui.

#### Normes dans le cadre de l'enseignement
En France, les élèves de l'enseignement public, géré par l'État, sont encadrés par des règles strictes visant à les préserver du prosélytisme. La loi interdit toute pratique de prosélytisme au sein des lieux et activités scolaires, que ce soit de la part des agents du service public (notamment les enseignants et le personnel scolaire) ou des élèves. Cela recouvre une interdiction à toutes ces personnes de porter des signes religieux considérés comme « ostensibles » dans le cadre des activités scolaires, une règle peu commune dans le monde en ce qui concerne l'enseignement public. La volonté légale de préserver les élèves du prosélytisme recouvre plus généralement une obligation de stricte neutralité pour ce qui concerne les agents du service public.
En revanche, ces interdictions ne s'appliquent pas dans l'enseignement privé, où une plus grande diversité d'attitudes existe, notamment dans les établissements confessionnels, où l'expression et la pratique religieuses sont plus libres. Cependant, l'enseignement privé reste tenu, en France comme dans tout autre pays du monde, de respecter les droits fondamentaux des personnels et des élèves, en particulier en matière de liberté de religion ou de conviction. Cette liberté implique qu'aucune coercition ne doit être exercée en lien avec le fait de manifester, pratiquer ou exprimer un quelconque système de croyances religieuses ou autres convictions, sous peine de commettre une infraction.
En 2000, le Conseil d'État a jugé que « un agent du service de l'enseignement public, [qui] manifeste dans l'exercice de ses fonctions, ses croyances religieuses, constitue un manquement à ses obligations ».

#### Normes dans le cadre des entreprises publiques ou privées
En 2013, la Cour européenne des droits de l'homme statue, au sujet d'un cas au Royaume-Uni lié au prosélytisme dans le cadre du travail, que le fait de communiquer sa religion à autrui est un droit fondamental, particulièrement lorsqu'une personne en fait « un principe essentiel de sa vie ». La même année, l'Observatoire de la Laïcité (dépendant du Premier Ministre) publie en France un guide sur la gestion du fait religieux dans l'entreprise. Il affirme que, dans le cadre de l'entreprise privée, la prise en compte de la manifestation des convictions en matière religieuse par le salarié suppose de trouver un équilibre entre ses libertés fondamentales en lien avec la religion, la liberté des autres et la bonne marche de l'entreprise.
En 2014, une étude des pratiques en France a cependant démontré qu’une des stratégies principales adoptées par les grandes entreprises, en dehors de la tolérance et de l’accommodement, consiste à refuser systématiquement de prendre en compte la diversité religieuse dans l’organisation et le management. Ce refus est notamment motivé par la crainte d’un « risque de prosélytisme et/ou de surenchère ». Les responsables des ressources humaines et de la diversité cherchent ainsi à maintenir « le fait religieux à distance », ce qui conduit parfois à des pratiques discriminatoires.
En 2016, l'article L. 1321-2-1 de la loi Travail dispose que « le règlement intérieur [d'une entreprise] peut contenir des dispositions restreignant la manifestation des convictions des salariés ».
La circulaire du 15 mars 2017 du ministère de la Fonction publique dispose que : « Le fonctionnaire exerce ses fonctions dans le respect du principe de laïcité. À ce titre, il s'abstient notamment de manifester, dans l'exercice de ses fonctions, ses opinions religieuses », interdisant de fait tout prosélytisme.